# The Musketeer
The Musketeer (prt: O Mosqueteiro; bra: A Vingança do Mosqueteiro) é um filme de ação e de aventura estadunidense de 2001 baseado no clássico romance de 1844 de Alexandre Dumas, Os Três Mosqueteiros, dirigido e fotografado por Peter Hyams e estrelado por Catherine Deneuve, Mena Suvari, Stephen Rea, Tim Roth e Justin Chambers.
O filme apresenta o ator regular de Tsui Hark, Xin-Xin Xiong, como coreógrafo de dublês. Lançado poucos dias antes dos ataques de 11 de setembro, teve sucesso de bilheteria nos Estados Unidos, apesar das críticas negativas dos críticos.

## Enredo
O menino, d'Artagnan testemunha o assassinato de seus pais nas mãos de Febre, capanga chefe do cardeal Richelieu, d'Artagnan quase é morto depois de usar a espada de seu pai morto para lutar contra Febre, que fica com uma cicatriz permanente e cego de um olho. D'Artagnan é acolhido por Planchet, um amigo da família e ex-mosqueteiro, um dos leais protetores do rei Luís XIII.
Quatorze anos depois, o adulto d'Artagnan descobre, ao chegar a Paris, que os mosqueteiros foram dispersados por ordem do cardeal Richelieu, que está usurpando a autoridade do rei com a ajuda de Febre. Richelieu também está tentando fomentar a hostilidade entre França, Inglaterra e Espanha para ganhar mais poder político para si mesmo. D'Artagnan convence dois dos mosqueteiros, Porthos e Aramis, a libertar a cabeça dos mosqueteiros presos, Treville, ganhando assim a sua confiança. Ele aluga um quarto em uma hospedaria em Paris, onde ele apaixona-se pela camareira, Francesca, que é filha da falecida costureira da rainha. Febre, por ordem de Richelieu, incita uma multidão a atacar o Palácio Real francês durante um jantar de estado para Lord Buckingham, um dignitário inglês visitante. D'Artagnan, com a ajuda de Porthos, Aramis e outro mosqueteiro, Athos, salva o Rei Louis, a rainha e Lord Buckingham de serem feridos ou mortos. Posteriormente, Francesca recruta d'Artagnan para fazer uma viagem clandestina à costa norte da França com a rainha para se encontrar com Buckingham em cuja homenagem o jantar de estado estava sendo realizado, para manter a paz entre os dois países. No entanto, o proprietário de d'Artagnan os escuta e conta à Febre.
Durante a viagem, d'Artagnan rechaça os repetidos ataques dos capangas da Febre. Ele e Francesca tornaram-se íntimos, apenas para que Febre os descobrisse e sequestrasse a ela e à rainha. Febre força a rainha a escrever uma carta para Buckingham pedindo-lhe para encontrá-la em um castelo fortemente fortificado de sua escolha, usando o anel da rainha para convencê-lo da autenticidade da mensagem. Richelieu finalmente percebe o quão longe a Febre está disposta a ir: ele pretende iniciar uma guerra entre a França, a Inglaterra e a Espanha, uma guerra que aleijará a França. Sabendo que perdeu o controle de seu capanga-chefe, Richelieu secretamente visita d'Artagnan, conta-lhe os planos da Febre e implora sua ajuda para impedir a Febre. D'Artagnan concorda, mas apenas porque a Febre está segurando Francesca. D 'Artagnan retorna a Paris e convence os mosqueteiros sobreviventes de que sua responsabilidade com a coroa continua sendo sua maior prioridade, e eles se juntam a ele no castelo onde Francesca, a rainha e Lorde Buckingham estão detidos. Eles atacam o castelo a cavalo, perdendo vários deles no processo, mas a diversão que eles criam permite que Planchet conduza sua carruagem na frente dos portões do castelo abaixo do campo de tiros de canhão do castelo. Isso permite que ele atire um morteiro diretamente nos portões do castelo.
Os mosqueteiros restantes lutam contra os guardas do Cardeal, enquanto d'Artagnan se envolve em um duelo intenso com Febre, finalmente matando-o e vingando a morte de seus pais. D'Artagnan e os Três Mosqueteiros recebem medalhas por seus serviços, e d'Artagnan secretamente ameaça Richelieu. No final, d'Artagnan e Francesca são vistos casados.

## Elenco
- Justin Chambers como d'Artagnan
- Tim Roth como Febre, o Homem de Preto
- Stephen Rea como Cardeal Richelieu
- Mena Suvari como Francesca Bonacieux
- Catherine Deneuve como a Rainha
- Daniel Mesguich como Rei Luís XIII
- Jean-Pierre Castaldi como Planchet
- Nick Moran como Aramis
- Steve Speirs como Porthos
- Jan-Gregor Kremp como Athos
- Michael Byrne como Treville, chefe dos Mosqueteiros
- David Schofield como Rochefort, Richelieu Henchman
- Jeremy Clyde como Lord Buckingham
- Bill Treacher como Sr. Bonacieux
- Tsilla Chelton como Madame Lacross

## Produção
O filme foi inicialmente anunciado sob o título D'Artagnan. Em maio de 2000, Gary Oldman e Mena Suvari estavam em discussões para estrelar o filme.

## Bilheteria
A Universal Pictures juntou-se à Miramax Films para comprar os direitos do filme na América do Norte e no Reino Unido por US $ 7,5 milhões. O filme estreou com uma abertura de $10.7 milhões antes de Two Can Play That Game. Em seu segundo fim de semana, o filme arrecadou $5.3 milhões. Ele arrecadou $27 milhões no Canadá e nos Estados Unidos, e foi muito lucrativo para a Universal. O filme também arrecadou $7 milhões em outros mercados para uma receita bruta mundial combinada de $34 milhões. Foi o filme foi o número um no país durante a semana dos ataques de 11 de setembro de 2001.

## Recepção critica
O filme recebeu críticas ruins, obtendo apenas 11% de críticas positivas no Rotten Tomatoes. Muitos críticos citaram atuação terrível e edição confusa.[carece de fontes?] O crítico do The New York Times Stephen Holden notou uma forma de desenho animado de d'Artagnan; uma montagem agressiva do filme, que em sua opinião destrói uma impressão positiva das cenas de luta; incompatibilidade de esgrima e artes marciais e também uma boa e autêntica vista de Paris.

## Mídia doméstica
O filme foi lançado em DVD em 26 de fevereiro de 2002.